# Curtis Hanson

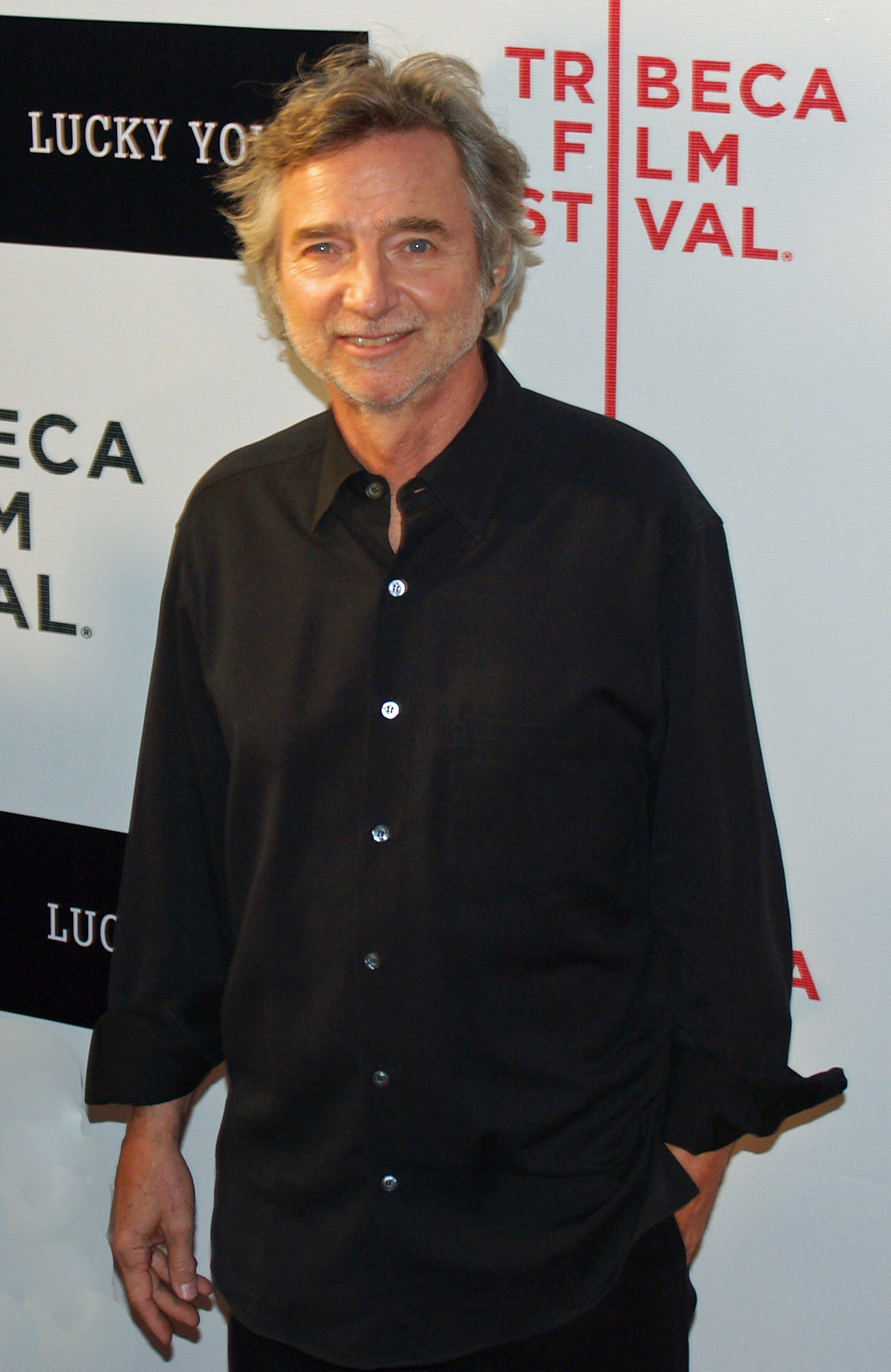
Curtis Hanson (2007)

Curtis Lee Hanson (* 24. März 1945 in Reno, Nevada; † 20. September 2016 in Hollywood Hills, Kalifornien) war ein US-amerikanischer Regisseur, Drehbuchautor und Filmproduzent.

## Leben
Curtis Hanson verließ die Highschool vorzeitig. Nachdem er bereits als Jugendlicher als Herausgeber und Kritiker für eine Filmzeitschrift gearbeitet hatte, wuchs er als Fotograf und Drehbuchautor ins Filmgeschäft hinein. Besonders beeinflusst hat ihn Alfred Hitchcock, dementsprechend sind viele von Hansons Filmen Thriller. Er arbeitete als Drehbuchautor für Veteranen wie Roger Corman und Samuel Fuller und als Regisseur an mehreren Horrorfilmen und Thrillern mit geringem Budget, die ihn allmählich bekannter machten, darunter Todfreunde – Bad Influence, in dem er sich Hitchcocks Film Der Fremde im Zug (Strangers on a Train) zum Vorbild nahm.
Hansons erste größere Erfolge waren die Thriller Die Hand an der Wiege (The Hand That Rocks the Cradle) und Am wilden Fluß (The River Wild), mit Meryl Streep in ihrer ersten Actionfilm-Rolle. Sein größter Erfolg war L.A. Confidential (1997), ein Film über Polizeikorruption vor dem Hintergrund des Hollywood der 1950er Jahre nach einem Roman von James Ellroy. Der Film wurde von der Kritik fast einhellig gelobt und zeigte, dass Hanson sich nicht nur auf Spannung, sondern auch auf die Inszenierung komplexer Charaktere an entscheidenden Lebensstationen verstand. Für diesen Film bekam er u. a. den Oscar für das beste Drehbuch und Nominierungen als bester Produzent und Regisseur.
Trotz des Erfolges mit L.A. Confidential wollte Hanson sich nicht auf ein Genre oder einen Typ Film festlegen, wie sich an seinen nachfolgenden Filmen auch ablesen ließ. Hansons nächster Film Die WonderBoys (2000), mit Michael Douglas in einer ungewohnt unglamourösen Rolle als verluderter Literaturprofessor, spielte im Universitäts- und Künstlermilieu und war ein Kritikererfolg. Das Video zu Things Have Changed von Bob Dylan, dem mit einem Oscar ausgezeichneten Titelsong des Films, drehte Hanson selber. 8 Mile (2002), Hansons Verfilmung der Lebensgeschichte des Rap-Weltstars Eminem mit dem Sänger in der Hauptrolle, war ein Kassenschlager und bestätigte Hansons Ruf als einer der profiliertesten Regisseure in Hollywood. 2005 unternahm er einen weiteren Genrewechsel mit der romantischen Komödie In den Schuhen meiner Schwester, der Film mit Cameron Diaz war an den Kinokassen erfolgreich und erhielt überwiegend freundliche Kritiken.
Das Drama Glück im Spiel über Pokerspieler beendete im Jahr 2007 Hansons Serie an erfolgreichen Filmproduktionen, der Film konnte sein Budget nicht einspielen und ihm fehlte laut dem Guardian „die übliche Genauigkeit und das übliche Selbstvertrauen“ von Hansons früheren Werken. 2011 inszenierte er den Fernsehfilm Too Big to Fail – Die große Krise über die Ursachen für die Weltfinanzkrise ab 2007, der für diverse Fernsehpreise nominiert und in vielen Ländern ausgestrahlt wurde. Hansons nächstes und letztes Projekt war der Surferfilm Mavericks – Lebe deinen Traum; die Dreharbeiten im Jahr 2011 mussten allerdings an den letzten 15 Drehtagen von Michael Apted zu Ende geführt werden, da Hanson gesundheitliche Komplikationen nach einer kürzlichen Herzoperation erlitten hatte.
Hanson, der sich selbst „eher Filmliebhaber als Filmmacher“ nannte, wirkte als Vorsitzender der UCLA Film & Television Archives aktiv an der Bewahrung alter Filme mit. 2012 erkrankte er an Demenz, die ihn zur Aufgabe seiner Tätigkeit zwang; vier Jahre später verstarb er im Alter von 71 Jahren.

## Filmografie
Als Regisseur
- 1972: Sweet Kill
- 1980: The Little Dragons
- 1983: Die Aufreißer von der Highschool (Losin’ It)
- 1986: Times Square Gang (The Children of the Times Square)
- 1987: Das Schlafzimmerfenster (The Bedroom Window)
- 1990: Todfreunde – Bad Influence (Bad Influence)
- 1992: Die Hand an der Wiege (The Hand That Rocks the Cradle)
- 1994: Am wilden Fluß (The River Wild)
- 1997: L.A. Confidential
- 2000: Die WonderBoys (Wonder Boys)
- 2002: 8 Mile
- 2005: In den Schuhen meiner Schwester (In Her Shoes)
- 2007: Glück im Spiel (Lucky You)
- 2011: Too Big to Fail – Die große Krise (Too Big to Fail, Fernsehfilm)
- 2012: Mavericks – Lebe deinen Traum (Chasing Mavericks)

Als Produzent
- 1972: Sweet Kill
- 1978: Dein Partner ist der Tod (The Silent Partner)
- 1980: The Little Dragons
- 1997: L.A. Confidential
- 2000: Die WonderBoys (Wonder Boys)
- 2002: 8 Mile
- 2005: In den Schuhen meiner Schwester (In Her Shoes)
- 2007: Glück im Spiel (Lucky You)
- 2011: Ein Jahr vogelfrei! (The Big Year)

Als Drehbuchautor
- 1970: Voodoo Child (The Dunwich Horror)
- 1972: Sweet Kill
- 1978: Dein Partner ist der Tod (The Silent Partner)
- 1982: Der weiße Hund von Beverly Hills (White Dog)
- 1986: Times Square Gang (The Children of the Times Square)
- 1987: Das Schlafzimmerfenster (The Bedroom Window)
- 1997: L.A. Confidential
- 2007: Glück im Spiel (Lucky You)

Als Schauspieler
- 2002: Adaption – Der Orchideen-Dieb (Adaptation.)

## Auszeichnungen
- 1990: Todfreunde – Bad Influence (Bad Influence): Nominierung für den Kritikerpreis auf dem Deauville Film Festival, Bester Film auf dem Mystfest
- 1992: Die Hand an der Wiege (The Hand That Rocks the Cradle): Bester Film und Publikumspreis auf dem Cognac Festival du Film Policier
- 1998: Bester Film auf dem Toronto International Film Festival
- BAFTA-Nominierungen als bester Produzent, Regisseur und Drehbuchautor
- Boston Society of Film Critics Awards als Regisseur und Drehbuchautor
- Broadcast Film Critics Association Award als Drehbuchautor
- Chicago Film Critics Association Awards als Regisseur und Drehbuchautor
- Chlotrudis Award als Regisseur und Drehbuchautor
- Edgar Allan Poe Award als Drehbuchautor
- Florida Film Critics Circle Awards als Regisseur und Drehbuchautor
- Golden-Globe-Nominierungen als Regisseur und Drehbuchautor
- Las Vegas Film Critics Society Award als Drehbuchautor
- London Critics Circle Film Awards als Regisseur und Drehbuchautor
- L.A. Confidential: Preis des Australian Film Institute als Produzent und Regisseur
- Los Angeles Film Critics Association Awards als Regisseur und Drehbuchautor
- National Board of Review als Regisseur
- National Society of Film Critics Awards als Regisseur und Drehbuchautor
- New York Film Critics Circle Awards als Regisseur und Drehbuchautor
- Online Film Critics Society Award als Drehbuchautor und Nominierung als Regisseur
- Oscar als Drehbuchautor und Nominierungen als Produzent und Regisseur
- PGA-Golden-Laurel-Award-Nominierung als Produzent
- Satellite Award als Drehbuchautor und Nominierungen als Produzent und Regisseur
- Society of Texas Film Critics Award als Drehbuchautor
- Southeastern Film Critics Association Awards als Regisseur und Drehbuchautor
- USC Scripter Award als Drehbuchautor, Preis der Writers Guild of America als Drehbuchautor
- Nominierungen
  - 1998: Nominierung für die Goldene Palme der Internationalen Filmfestspiele in Cannes
  - 1998: Nominierung für den Preis der Directors Guild of America als Regisseur
  - 2002: 8 Mile: Nominierung für den Europäischen Filmpreis als Regisseur